# Acta Apostolicae Sedis
Acta Apostolicae Sedis (skraćeno AAS), službeno je glasilo Svete Stolice. Glasilo je utemeljeno 29. rujna 1908. dekretom Promulgandi Pontificias Constitutiones pape Pija X., a prvi broj je izišao 1. siječnja 1909. godine. Objavljuje informacije o djelovanju Crkve, papinske dokumente i zakone. Acta Apostolicae Sedis objavljuje se u latinskom jeziku.
Acta Apostolicae Sedis zamijenile su slično glasilo koje je od 1865. godine izlazilo pod imenom Acta Sanctae Sedis. Od 1929., Acta Apostolicae Sedis nosi dodatak na talijanskom, pod nazivom "Supplemento po le leggi e disposizioni dello Stato della Citta del Vaticano", koji sadrži zakone i propise Vatikana.